# La Moneda Volvedora
La Moneda Volvedora es un cuento del escritor uruguayo-argentino Constancio C. Vigil cuya primera edición data de 1943.
El libro tiene el estilo y ambiente del cuento tradicional europeo y consta de una serie de cuentos morales, entre los que se encuentran "Los embozados", "La suerte", "Tomás y los bueyes" y "La unión hace la fuerza", narrados por un anciano moribundo a sus hijos, mientras que el título del libro hace referencia a las aventuras de Sildio, el personaje principal del cuento, a partir de que su padre le hereda una pequeña caja con una moneda de oro dentro.
Federico Ribas Montenegro se encargó de ilustrar el cuento entre la primera edición en 1943 y la quinta edición en 1961, mientras que Raúl Stevano ilustró la edición de 1969.

## Resumen
Un anciano moribundo reúne a sus tres hijos para repartirles su herencia. Divide sus tierras entre los hermanos mayores, mientras que a Sildio, al menor de los hermanos, le deja solo una pequeña cajita con una moneda de oro dentro, la cual había pertenecido a su abuelo. En la caja también se encuentra una nota que dice:  
"Úsame con discreción, solo por necesidad y jamás por vanidad ni por mezquina ambición"
Sildio no comprende al principio esas frases y comienza a viajar a través de los campos, en busca de empleo. Cuando se ve en la necesidad de alojarse en una posada, paga al posadero con su única moneda recibiendo el vuelto en monedas de plata. Instantes luego se da cuenta de que la moneda de oro ha regresado a la pequeña caja.
Sildio regresa días más tarde, ya habiendo conseguido empleo en un campo como labrador, para pagarle al posadero nuevamente por su alojamiento. A partir de allí Sildio utiliza la moneda para aleccionar a timadores y malvivientes.
Finalmente el campesino para el que él trabaja, al que lo considera afectuosamente como su propio hijo, lo felicita por haber decidido trabajar en su campo aun teniendo la posibilidad de haberse vuelto rico gracias a la moneda volvedora y promete heredarle todos sus campos diciendo
"Trabaja siempre, muchacho, porque el trabajo es la felicidad, y sin trabajo no hay goce, ni salud, ni paz para nuestra alma, pero la harás como rico. No tenía hijo, y ahora lo tengo conmigo. Mis tierras son mejores y mucho más extensas que las de tus hermanos..., ¡y son tuyas!

## Ediciones
El libro tuvo diversas ediciones entre septiembre de 1943, fecha en que se publicó por primera vez y enero de 1961 con un total superior a los 100.000 ejemplares.

## Análisis
En muchos aspectos Sildio se asemeja a Teodorico, otro de los personajes de Constancio C. Vigil. Sus aventuras trascurren en una época similar, el medievo, tanto Sildio como Teodorico provienen de familias humildes, van ataviados de similar manera, ambos poseen un objeto mágico que podrían usar para enriquecerse pero prefieren utilizarlo para hacer el bien al prójimo y es el camino de la humildad y la honradéz lo que los lleva a lograr el éxito al final del cuento.

## En la cultura popular
En la cultura popular la expresión "moneda volvedora" suele utilizársela para indicar que ciertas economías pretenden tener permanentes reservas monetarias, "Incluso aunque tuviéramos la seguridad de que la caja iba a estar siempre llena, como en el cuento de la moneda volvedora".